# Jefferson County (Alabama)
Jefferson County is een county in de Amerikaanse staat Alabama.
De county heeft een landoppervlakte van 2.882 km² en telt 662.047 inwoners (volkstelling 2000). De hoofdplaats is Birmingham.
In 2008 werd duidelijk dat Jefferson County in financiële problemen is. Onder andere door de kredietcrisis is een schuld ontstaan van 3,2 miljard dollar en onderhandelingen met de schuldeisers hebben slechts weinig resultaat opgeleverd. (De schuld vloeide voort uit de renovatie van een rioleringssysteem en uit de wijze van financiering daarvan, met financiële instrumenten die een averechts effect bleken te hebben.) Er dreigde ofwel een faillissement, ofwel een zware financiële last voor inwoners en bedrijven. In november 2011 werd faillissement aangevraagd.

## Bevolkingsontwikkeling

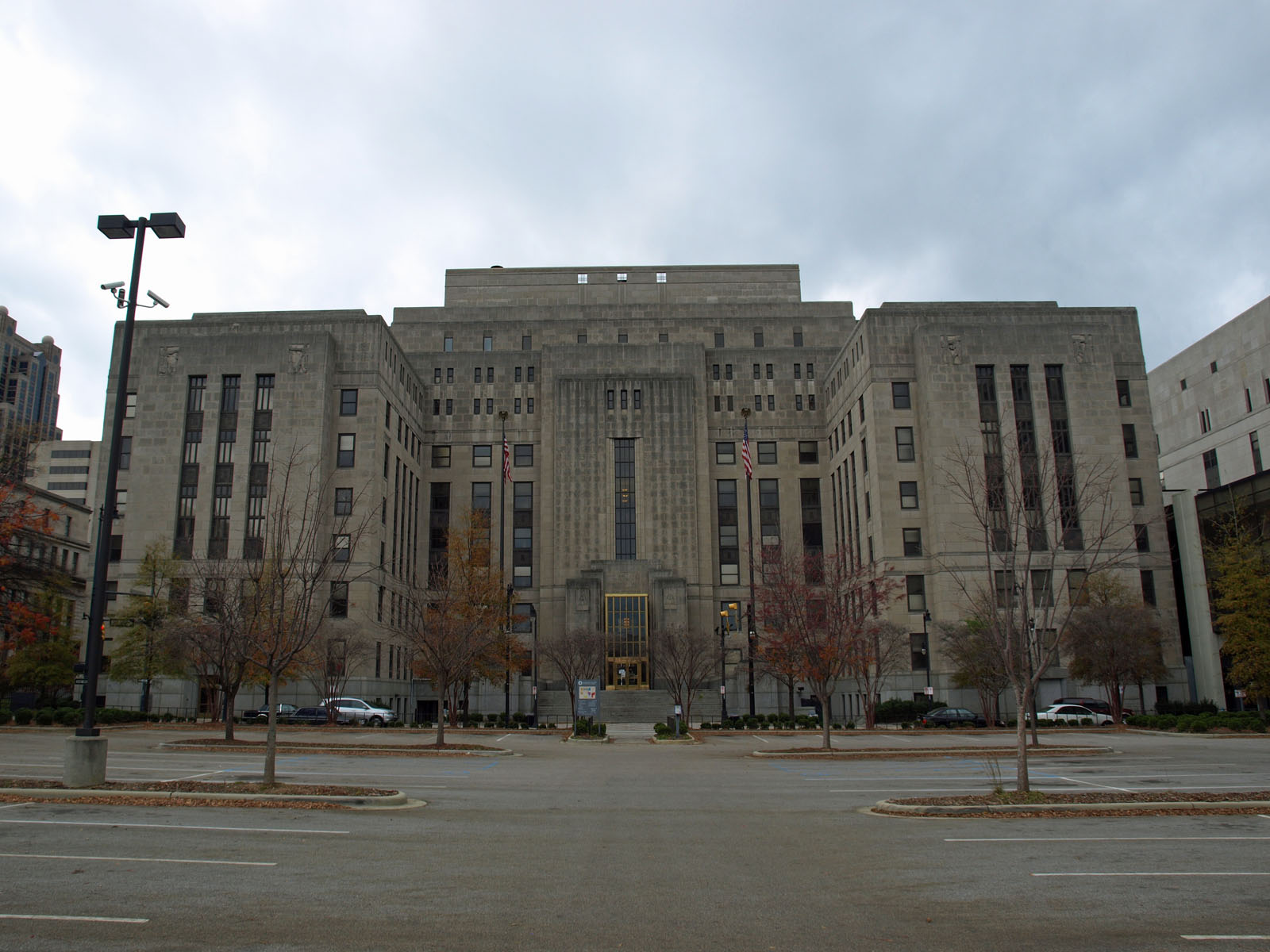
Jefferson County Courthouse